# Santiago de Liniers

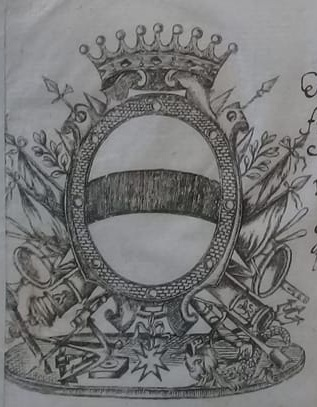
Escudo original 1809 de D. Santiago de Liniers y Bremond. Caballero de la Orden de San Juan. Comendador de Ares del Maestre en la de Montesa, Jefe de Escuadra de la Real Armada. Virrey, Gobernador y Capitán Gral. Interino de las Provincias del Río de la Plata y de sus Dependientes. Presidente de la Real Audiencia Pretorial de Buenos Aires. Superintendente General. Subdelegado de la Real Hacienda Rentas de Tabaco y de Naipes, de Minas, Comandante Gral. Apostadero de Marina.

Santiago Antonio María de Liniers y Bremond (en francés: Jacques de Liniers, Niort, Francia, 25 de julio de 1753-Cabeza de Tigre, Provincias Unidas del Río de la Plata, 26 de agosto de 1810) fue un noble y militar de origen francés, caballero de la Orden de San Juan y de Montesa que ejerció como funcionario de la Corona de España y que, por su destacada actuación en las dos fallidas invasiones inglesas, fue nombrado virrey del Río de la Plata entre 1807 y 1809; en este último año, fue favorecido por real cédula con el título de conde de Buenos Aires. Fue el penúltimo virrey del Virreinato del Río de la Plata.

## Biografía

### Origen familiar, pactos borbónicos y caballero de órdenes militares
Santiago de Liniers había nacido el 25 de julio de 1753 en la ciudad de Niort, de la antigua provincia de Poitou, en el occidente central del Reino de Francia. Su padre fue Jacques Joseph Louis de Liniers  (n. 9 de diciembre de 1723). 
Su madre fue Henriette Thérèse de Brémond d'Ars.
Por lo tanto su familia pertenecía a la antigua nobleza francesa del Poitou, con una gran tradición católica y militar, que se quedaron al margen de la Ilustración de París.
Entrando en la adolescencia, Santiago José de Liniers se vio beneficiado por el tercer Pacto de Familia de 1761, que permitió a los franceses participar en las empresas militares de España, en igualdad de derechos y obligaciones que los españoles. Ingresó en la escuela militar de la Orden de San Juan, donde después de tres años egresó, en 1768, con la cruz de caballero de Malta. Luego, en las siguientes décadas, llegaría a capitán de navío de la Real Armada Española, comandante general de Armas de Buenos Aires, virrey del Río de la Plata y, ya en 1807, caballero de la Orden de Montesa.

### Carrera militar en Francia y España
En Francia, en 1768, manifestó su deseo de ingresara la marina, pero intervino el hermano de su madre, Santiago de Bremond, para que desechara la náutica por la caballería, pues gracias a sus muy buenas influencias le procuró un despacho de subteniente en el regimiento de caballería Royal-Piémont, con lo cual, con apenas 15 años, emprendió viaje a su nuevo destino en Carcassonne, donde se encontraba el cuartel, y nunca más volvería a ver a sus padres ni a su hogar (si bien seguiría manteniendo correspondencia con ellos).
En el regimiento llegó a subteniente de caballería. Permaneció durante seis años en la guarnición, sin esperanza de ascenso. Golpeada por la guerra de los Siete Años, Francia se encontraba ya en paz, y el ministro Turgot —nombrado por el joven rey Luis XVI— redujo el presupuesto del ejército, dejando pocas oportunidades para los jóvenes oficiales como Liniers. Por ello terminó por solicitar la baja en 1774.
Al año siguiente se trasladó a Cádiz para ingresar en la armada española, siendo destinado como oficial en mayo de 1775 al puerto de Cartagena, en donde integró la flota de Pedro González Castejón, con cuarenta y seis buques, bajo las órdenes del general irlandés Alejandro O'Reilly, quien le asignó el navío San José como edecán del príncipe Camilo de Rohan. Uno de los oficiales de esa escuadra era Baltasar Hidalgo de Cisneros, con quien trabaría amistad, y que sería quien lo reemplazaría como Virrey del Río de la Plata, en 1810).
La escuadra zarpó de Cartagena con el objetivo de lanzar una expedición contra Argel, lugar al que atacaron sin éxito a comienzos de julio. En cuanto regresó a la península, ingresó en la «Real Compañía de Caballeros Guardias Marinas», en noviembre del citado año.
En marzo de 1776, con el grado de alférez de fragata, participó del patrullaje naval por el Mediterráneo.

### Primera llegada al Virreinato del Río de la Plata
El 3 de noviembre de 1776, partió de Cádiz hacia el Virreinato del Río de la Plata la escuadra al mando de Pedro de Ceballos. Liniers, flamante alférez de fragata, fue nombrado segundo capitán del bergantín de 10 cañones Hoope. El 23 de febrero de 1777 intervino en la toma de la isla portuguesa de Santa Catalina: 

[...] sin ningún problema nos hicimos dueños de una isla que habría costado mucha sangre [...] a poco que los enemigos hubieran hecho algo de resistencia.
Carta de Liniers a su padre.

 y en el ataque a Colonia del Sacramento el 22 de mayo del mismo año, posición que se lograría conservar definitivamente bajo la soberanía española.

### Viaje a España, recuperación de Menorca y retorno al virreinato
Entre 1779 y 1781 fue oficial del navío San Vicente, perteneciente a la escuadra franco-hispana que luchó contra la flota inglesa. Por su acción en el sitio de Mahón y en la conquista de Menorca, fue ascendido a teniente de navío. El 13 de septiembre de 1782 participó en el ataque a Gibraltar como segundo a bordo de la batería flotante Talla Piedra que se hundió después de 17 horas de estar bajo fuego británico. Liniers se salvó arrojándose al agua. Posteriormente, al mando del bergantín Fincastle, capturó al corsario inglés Elisa y por su acción fue ascendido, el 21 de diciembre de 1782, a capitán de fragata.
El 21 de febrero de 1783 se casó en Málaga con Juana Úrsula de Menvielle, con quien tuvo ese mismo año, un hijo al que llamaron Luis, y una hija llamada Antonia, en 1789. En 1788 fue enviado nuevamente al Río de la Plata para organizar una flotilla de cañoneras, acompañado por su hijo Luis y su esposa. Pero al fallecer su cónyuge, el 23 de marzo de 1790, (y su hija, seis meses después que la madre) Liniers contrajo un segundo matrimonio con María Martina de Sarratea y Altolaguirre, el 3 de agosto de 1791, en la ciudad de Buenos Aires.

Gobernación de las Misiones Guaraníes antes de las ocupaciones paraguayas de 1811 en adelante y las de 1834/1841 hasta 1865, y las luso-brasileñas de 1801, sumado a la definitiva anexión brasileño-imperial de 1895, siendo este (en el mapa) el limitado hacia el oeste por los pequeños ríos —que figuran en el norte del territorio violáceo— llamados San Antonio que desemboca en el río Iguazú (hacia el norte) y Pepirí Guazú que desemboca en el río Uruguay (hacia el sur).
Los españoles sólo ocupaban la mitad sur de lo que hoy es la provincia argentina de Misiones. La mitad norte era un reclamo teórico.

Años después, Liniers dirigió la fortificación de Montevideo y en 1796 obtuvo el grado de capitán de navío como jefe de la escuadrilla española.

### La fábrica de pastillas de carne
Santiago Liniers tenía serios problemas económicos, por lo que decidió unirse a su hermano mayor, el conde Enrique Luis Santiago de Liniers, quien fue el principal impulsor de la "Real Fábrica de Pastillas", un proyecto comercial para producir gelatinas y pastillas alimenticias destinadas a prevenir enfermedades como el escorbuto, comunes en viajes largos y contextos con limitado acceso a alimentos frescos. Estos productos ofrecían una solución práctica para reemplazar carnes saladas y facilitar el transporte marítimo al eliminar la necesidad de embarcar ganado vivo. La empresa recibió un capital inicial de 600 pesos fuertes de la Real Hacienda en 1790.
Para dedicarse plenamente al negocio, Santiago se trasladó de Montevideo a Buenos Aires con su hijo y su hermano, alquilando una casa en el barrio de Santo Domingo. Posteriormente, solicitaron autorización para instalar la fábrica en una quinta cercana (en principio en la zona del barrio de Retiro) pero su propuesta enfrentó una serie de trabas administrativas incluyendo preocupaciones sanitarias y económicas por parte del Cabildo de Buenos Aires, basándose en una antigua resolución que prohibía corrales en la ciudad.
Detrás de estas dificultades se encontraban los intereses de comerciantes influyentes como Martín de Álzaga, Lezica y Santa Coloma, quienes veían amenazados sus negocios. Además, el permiso que el conde de Liniers había obtenido para importar 2000 esclavos desde África generó resentimientos entre los comerciantes locales, intensificando las tensiones. Estos conflictos no solo sabotearon el proyecto comercial, sino que también marcaron el inicio de una rivalidad económica y política entre Santiago Liniers y Álzaga.
A duras penas, lograron finalmente habilitar la fábrica, pero para pedidos muy limitados, pues aunque desde España la corona lo apoyaba y le hacía pedidos, en Buenos Aires hacían todo lo posible para impedirle cumplirlos. Estaba ubicada en una quinta en el actual barrio de Almagro, delimitada por las calles Virrey Liniers, Venezuela, Boedo y Belgrano.
En 1795, se desató una crisis debido a sospechas de conspiración entre esclavos y franceses en Buenos Aires, agravada por tensiones entre España y Francia. Las investigaciones involucraron allanamientos en la fábrica, detenciones y torturas, aunque no se hallaron pruebas sólidas de sedición. Finalmente, varios acusados fueron desterrados o encarcelados. La fábrica nunca superó sus problemas financieros ni la incertidumbre política, además de la falta de tecnología adecuada, y finalmente dejó de funcionar.

### Gobernador de las Misiones Guaraníes y su regreso a Buenos Aires
Como integrante del Consejo de Guerra de Oficiales Graduados fue citado a fin de juzgar al teniente de infantería Félix Gómez, quien estaba acusado de abandono de su puesto fronterizo durante la guerra con Portugal, cuando era jefe de San Gabriel de Batoví —villa fundada el 2 de noviembre de 1800, en el lugar de la guardia precedente, por el español Félix de Azara— porque el 29 de junio de 1801 las tropas portuguesas al mando del coronel Patrício Corrêia da Câmara, primer vizconde de Pelotas, destruyeran la población y cuyos habitantes fueran trasladados a 6 km al este, en donde consideraban que era territorio brasileño. Liniers debía presentarse el día 18 de enero pero tuvo que postergar su viaje al ser llamado por el virrey el día 15 del corriente.
El 1.º de octubre de 1802, el virrey Joaquín del Pino y Rozas se dirigió a Liniers con relación a la solicitud que este había presentado para ocupar el puesto de gobernador de los pueblos de las Misiones que había dejado vacante el coronel Joaquín de Soria al preferir hacerse cargo del regimiento de Voluntarios de Caballería de Montevideo. En ese oficio el virrey advertía a Liniers que:
- El cargo vacante debía ser ocupado a la brevedad por lo que, en caso de aceptar, debía presentarse rápidamente en Buenos Aires, recibir el título, jurar ante la Real Audiencia y dirigirse a Candelaria para asumir el gobierno;
- Que la característica del puesto era "en comisión", es decir, un interinato;
- Que el sueldo sería igual al que tenía en ese momento como "capitán de navío desembarcado" porque ese sueldo era superior al de "gobernador interino".

El 8 de octubre Liniers contestó desde Montevideo diciendo que aceptaba el cargo y que iría a Buenos Aires para cumplimentar los requisitos legales correspondientes. El 5 de noviembre de 1802, Liniers recibió el título de gobernador interino de las Misiones de Guaraníes y Tapes, refrendado por Manuel Gallego, secretario del Virreinato. Muchos historiadores, al no conocer los documentos previos a su designación, asumieron que el virrey lo había nombrado por iniciativa propia. En los considerandos del nombramiento, el virrey dejó bien en claro que la designación se hacía "por ahora y en comisión". Cuando Liniers fue sustituido por Velasco inició una demanda por el cobro de un adicional de cien pesos mensuales aduciendo que le correspondía por haber desempeñado la gobernación de Misiones como una función "especial" a su cargo de militar.
Con respecto a la situación de los indígenas en las Misiones, en su "Memorial al Rey" (1803), formuló propuestas para mejorar su administración:
- Describió a los indígenas como dóciles y trabajadores, pero destacó que sufrían miseria debido a la mala administración posterior a la expulsión de los jesuitas.
- Señaló que los funcionarios reales que reemplazaron a los jesuitas explotaban a los indígenas sin cuidar su bienestar ni fomentar su desarrollo.
- Propuso reformar la administración de las reducciones para hacerlas más eficientes y productivas, asegurando que los indígenas fueran mejor tratados, aunque sin otorgarles plena autonomía.
- Destacó su valor como soldados y sugirió que podían ser mejor organizados para la defensa de la frontera contra portugueses e invasiones.

En síntesis, reconoció los abusos que sufrían los indígenas bajo la administración española y sugirió reformas para mejorar su situación, pero siempre bajo un esquema de tutela colonial. No obstante, ninguna de sus propuestas fueron tenidas en cuenta por la Corona.
Después de entregar el mando de las Misiones al coronel Bernardo de Velasco que había sido nombrado gobernador por el rey, el 13 de octubre de 1804 llegó Liniers a Itapúa y se embarcó con su esposa e hijos en la sumaca Nuestra Señora del Pilar rumbo a Buenos Aires. La esposa estaba a punto de dar a luz lo que sucedió durante el viaje. La madre falleció durante el parto. A la recién nacida que se le puso el nombre de María de los Dolores de la Cruz Concepción. Es probable que la muerte no haya sido como consecuencia del parto sino de una enfermedad infectocontagiosa porque simultáneamente falleció María del Pilar Sarratea, "negra libre" que oficiaba de asistente. Ambas fueron sepultadas con entierro mayor y menor respectivamente el 29 de abril de 1805. Pocos días después falleció también su hija Francisca de Paula de dos años de edad. Todas fueron sepultadas en Las Conchas según consta en los registros de la parroquia de la Inmaculada Concepción, Libro I, folios 142 y 143.
En 1804 fue nombrado por el virrey Rafael de Sobremonte jefe de la estación naval de Buenos Aires. Se sentía desplazado por otros oficiales españoles, pues creía tener méritos para un destino mejor.
El hermano mayor de Liniers, su homónimo en el primer nombre Santiago Luis Enrique, quien ostentara el título francés de conde de Liniers, participó en una conjura con los ingleses para independizar el Virreinato del Río de la Plata, lo que le causó problemas hasta su muerte en 1809.

### Primera invasión inglesa
Estando en la Ensenada de Barragán se produjo en 1806 la primera invasión inglesa, comandada por el comodoro Home Popham. Liniers vio pasar los buques y dio aviso al virrey Rafael de Sobremonte pero no recibió orden de atacar, sino de regresar a Buenos Aires. Frente al hecho consumado de la toma de Buenos Aires por parte de los británicos el 27 de junio y la huida a Córdoba del virrey, consiguió permiso del gobernador británico para visitar la capital.
Allí se puso en contacto con los grupos que organizaba Martín de Álzaga para intentar la expulsión de los ingleses, viajando luego a Montevideo, donde su gobernador, Pascual Ruiz Huidobro, lo proveyó de hombres, armas y municiones, además de una escuadrilla de botes.
En Montevideo, la noticia de la caída de Buenos Aires en manos de los ingleses produjo una gran preocupación, ya que era previsible que el objetivo final de los ingleses era apoderarse de toda la rica región del Plata.
Pascual Ruiz Huidobro no era partidario de enviar una expedición a reconquistar Buenos Aires, dado que en esos momentos solamente contaba con una dotación militar de alrededor de quinientos hombres. Sin embargo, los habitantes de Montevideo, de los campos y poblados pusieron a disposición del Cabildo y del Gobernador el ofrecimiento de contribuir con hombres y recursos a reclutar un ejército para desalojar a los ingleses de Buenos Aires antes de que les llegaran refuerzos.
En sesión que se realizó en el Cabildo de Montevideo el 18 de julio de 1806, se resolvió declarar que el abandono de su puesto por el virrey Sobremonte y el juramento de sujeción a los ingleses del Cabildo de Buenos Aires colocaba al gobernador de Montevideo como la máxima autoridad delegada del rey de España en esta parte del continente y, en consecuencia, este tenía la obligación y el deber de emplear esa autoridad para desalojar a los invasores de Buenos Aires y así preservar a la ciudad de Montevideo.
Así se reclutó en pocos días un ejército de 1600 hombres, encuadrados en las unidades militares con asiento regular en la ciudad. Ocurrió, entretanto, que los barcos de la escuadra inglesa aparecieron frente a Montevideo, creando una importante amenaza para su seguridad. De modo que el gobernador decidió permanecer al frente de las defensas; y encomendó el mando de la fuerza expedicionaria que se dirigiría a Buenos Aires, a Liniers. Este cruza a Montevideo y de allí se traslada hacia Colonia con dicha fuerza.
En Colonia del Sacramento lo esperaba una escuadrilla reunida por el capitán de fragata Juan Gutiérrez de la Concha que deja el suelo oriental el 3 de agosto.
Como Popham vigilaba las costas y el Río de la Plata, las fuerzas de reconquista lideradas por Liniers esperaron que se precipitara cierta tormenta conocida en la región como sudestada: un temporal que dura días y que produce un intenso oleaje. Mientras se desarrollaba la sudestada, cruzaron el río sin ser vistos, a metros de los buques ingleses y llegaron al Puerto de Las Conchas, hoy Tigre el 4 de agosto.
Al desembarcar, se encontró con la desagradable sorpresa de que los ingleses habían logrado desbaratar un contingente de fuerzas leales, que supuestamente debían unírsele.
El 12 de agosto de 1806 inició la Reconquista de Buenos Aires. Atacó la ciudad, venció a los ingleses y obligó a su gobernador, William Carr Beresford a rendirse. Los rioplatenses se apoderaron de 26 cañones y de las banderas del regimiento 71. Estas insignias británicas fueron expuestas en la iglesia de Santo Domingo de Buenos Aires con la inscripción:

Del escarmiento del inglés, memoria, y de Liniers en Buenos Aires, gloria.

Por su parte el rey de España concedió a la ciudad de Montevideo el mérito de la acción cumplida, y emitió una real cédula concediéndole el título de “Muy Fiel y Reconquistadora“ y admitiendo que en el escudo de la ciudad se incorporaran las banderas de los vencidos, junto con otros ornatos alusivos.

### Virrey interino del Río de la Plata

El Virreinato del Río de la Plata en 1783 (creado en 1776, luego de ser separado del Virreinato del Perú), adjudicándole las islas luso-africanas Fernando Poo y Annobón desde 1778 hasta 1782, reducciones chaqueñas del Bermejo (hasta 1793), la Intendencia de Puno (hasta 1796), Corregimiento de Arica (hasta 1784), Misiones Orientales (hasta 1801), litoral del Pacífico (hasta 1803, en que volvió al Virreinato del Perú, y desde 1813 - 1826, año que pasó a Bolivia), desierto y Puna de Atacama (ambos hasta 1826), Patagonia oriental (en forma efectiva solo en la costa atlántica desde 1779) e islas Malvinas. La Capitanía General de Chile, era una dependencia autónoma del Virreinato del Perú desde 1733 hasta el 15 de mayo de 1798.

Luego de la reconquista de Buenos Aires, Liniers fue considerado como un héroe por la población del Virreinato del Río de la Plata. Un cabildo abierto reemplazó a Sobremonte por Liniers como gobernador militar, y de hecho comenzó a administrar también en lo civil. El virrey, que no había sido depuesto, pasó a la Banda Oriental.
Sobremonte hizo una tentativa de refugiarse en Montevideo, pretendiendo asumir el mando de su defensa frente a la amenaza persistente de la flota de guerra inglesa fondeada frente a la ciudad; pero también el Cabildo de Montevideo rehusó admitir su autoridad, comisionando una delegación para lograr que saliera de la ciudad.
Liniers envió a los prisioneros al interior, pero se conmovió de los lamentos de Beresford y firmó una capitulación honrosa con el jefe vencido, antedatada al 12 de agosto, decisión que generó rechazo generalizado, pero que hizo que Beresford exigiera su liberación. Liniers cometió adicionalmente la imprudencia de dejar al inglés en Luján, de donde lo fueron a rescatar dos traidores que lo llevaron a la flota de Popham.
El gobierno de Liniers se dedicó casi exclusivamente a organizar tropas para resistir el inevitable contraataque inglés, ya que Beresford había pedido refuerzos. Se organizaron una decena de regimientos, reunidos por lugar de origen, entre los que se destacaban el compuesto por nativos de Buenos Aires, conocido como Patricios y el compuesto por nativos de las provincias del noroeste, conocido como Arribeños. En total, se formó un ejército de casi 8000 hombres.

Bandera del Regimiento Green de Santa Elena (o del Regimiento de Infantería n.º 95 "The Rifle Regiment") capturada durante la segunda invasión inglesa en 1807 y ofrecida por el virrey Santiago de Liniers, en gratitud por la victoria, a la Virgen de Nuestra Señora del Rosario del Milagro de la basílica de Santo Domingo de la ciudad de Córdoba.

### Segunda invasión inglesa
El 16 de enero de 1807 las fuerzas inglesas desembarcaron cerca de Montevideo. Sobremonte fue derrotado el 20 de enero en el Buceo y sus fuerzas se dispersaron hacia interior de la Banda Oriental o se refugiaron en la ciudad. Liniers, que fue enviado en su ayuda con unos 1500 soldados, no pudo moverse de la zona de Colonia por falta de apoyo logístico y al saber posteriormente que Montevideo había caído volvió a Buenos Aires. El 10 de febrero, una junta de guerra ordenó la destitución del virrey y su detención bajo custodia. Designó a Liniers a cargo de las fuerzas militares y la Real Audiencia se hizo cargo del gobierno civil. Posteriormente, el 30 de junio, la Real Audiencia, dando cumplimiento a una orden real, invistió a Liniers como virrey interino por ser el oficial de mayor rango.
En julio desembarcaron más de 10 000 soldados ingleses en Quilmes y avanzaron sobre Buenos Aires. Liniers colocó una defensa sobre el Riachuelo, en una posición muy mala, pero los ingleses creyeron que era una trampa y lo esquivaron. El virrey se trasladó con parte de sus fuerzas a los Corrales de Miserere, donde fue fácilmente derrotado por la vanguardia del general inglés John Whitelocke el 2 de julio en el combate de Miserere. Liniers ofreció capitular, pero la ciudad, dirigida por Martín de Álzaga, se negó y decidió resistir. Inesperadamente, Whitelocke le dio tres días de tranquilidad y se pudo organizar la resistencia. Liniers logró entrar en la capital y apoyó a Álzaga.
El ataque inglés del 5 de julio fue descoordinado, en columnas separadas y con orden de no disparar antes de llegar a la plaza central. En esas condiciones, no tuvieron ninguna posibilidad y fueron abatidos en pocas horas.
Liniers exigió la rendición de los ingleses y Álzaga lo forzó a agregar la obligación de devolver también Montevideo. Se alcanzaron todos los objetivos exitosamente.
El 24 de febrero de 1807, el rey ascendió a Liniers, de capitán de navío a brigadier de la Real Armada. Hoy en España, este grado no existe pero sería intermedio entre capitán de navío y contralmirante; los británicos lo llaman comodoro.
En febrero de 1809, la Junta de Sevilla lo llama "mariscal de campo". Era, en el ejército, el grado inmediatamente superior  a brigadier de los Reales Ejércitos. El equivalente en la marina de la época era jefe de escuadra, hoy contralmirante. Algunos textos llaman a Liniers en sus últimos años así, jefe de escuadra. El cuadro del Museo Naval de Madrid lo retrata con un galón dorado en la bocamanga, insignia tanto del jefe de escuadra como del mariscal de campo.

### Su virreinato, luego de confirmación real

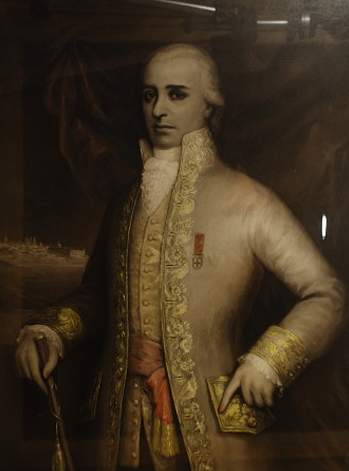
Santiago de Liniers, virrey del Río de la Plata.

Al año siguiente, el rey confirmó el nombramiento de Liniers como virrey. Pero se lo acusó luego de nepotismo, cohecho y peculado, y la clase alta se mostró escandalizada por su romance con una mauriciana de origen francés llamada Marie Anne Périchon y apodada la Perichona.

Don Santiago Liniers y Bremond, Caballero del Orden de San Juan, Brigadier de la Real Armada, Gobernador y Capitán General interino de sus provincias, Presidente de la Real Audiencia Pretorial, Comandante General del Apostadero de Marina, y Lugarteniente del Serenísimo Señor Príncipe Generalísimo Almirante, etc.
Encabezamiento de una proclama de Liniers del 13 de febrero de 1808.

En agosto de 1808 recibió la visita de un enviado de Napoleón Bonaparte, el marqués de Sassenay, que pretendía que el Virreinato reconociera a José Bonaparte como rey de España; Liniers lo recibió en público y rechazó todos los pedidos, pero días más tarde lo volvió a recibir en privado, lo que encendió los rumores de traición en su contra. A continuación, lanzó una proclama incitando al Virreinato a permanecer neutral en la guerra de Independencia española que acababa de estallar.
El general Francisco Javier de Elío, gobernador de Montevideo, aprovechó esta serie de errores políticos para sublevar Montevideo, que el 7 de septiembre de 1808 convocó un cabildo abierto, y el día 20 creó una Junta de Gobierno, que —si bien no anunciaba la independencia— expresaba el derecho de cada ciudad a gobernarse por sí misma. Liniers no se atrevió a aplastar esa rebelión. En aquella ciudad la población gritaba frases como: 

¡Hágase cabildo! ¡Muera Liniers! ¡Abajo el traidor! ¡Viva Elio!

En Buenos Aires mucha gente estaba en contra de su gobierno, entre ellos el cabildo y Martín de Álzaga, que se manifestaron por la creación de una junta similar a la de España. La invasión de Napoleón Bonaparte a la metrópoli lo convirtió en sospechoso de simpatizar con los enemigos de España, por ser francés: ¡Abajo el francés Liniers! era la principal manifestación de los juntistas.
Liniers solo contaba con el apoyo de los regimientos de milicias de Buenos Aires, por lo que dio la primera prioridad a pagar sus sueldos con puntualidad. El 1 de enero de 1809 estalló la  llamada asonada de Álzaga: el alcalde Martín de Álzaga y los miembros del Cabildo pretendieron deponer a Liniers, que accedió a presentar su renuncia, creyendo que el movimiento contaba con apoyo popular. Pero la intervención de Cornelio Saavedra —comandante de los Patricios— lo hizo cambiar de idea: varios de los regimientos españoles que habían apoyado el alzamiento fueron disueltos, y Álzaga fue desterrado a Carmen de Patagones.

#### Liniers, conde de Buenos Aires
Mientras se desarrollaban en la capital virreinal estos sucesos, el 11 de febrero de 1809 por real cédula se creó a favor de Santiago de Liniers el título de nobleza por su exitosa defensa de estas tierras del rey de España frente a los dos frustrados intentos llevados a cabo en las dos invasiones inglesas al Río de la Plata.

Deseando la Junta Suprema Gubernativa del Reino premiar debidamente los sobresalientes méritos que ha contraído el mariscal de campo don Santiago Liniers, mientras ha estado en Buenos Aires de Virrey y Capitán General, se ha servido concederle, en nombre del Rey nuestro señor don Fernando VII, la gracia de título de Castilla, libre de lanzas para sus hijos, herederos y sucesiones.

El título nobiliario de conde de Buenos Aires fue elegido por el francés Liniers a favor de su patria adoptiva. El Cabildo de Buenos Aires se opuso, manifestando que tal título ofendía los privilegios de la ciudad.

La Junta Suprema gubernativa de España é Indias, en nombre del Rey nuestro Señor Don Fernando VII, por un efecto de su soberana clemencia, se ha dignado conferirme la gracia de título de Castilla libre de lanzas y medias anatas para mí, mis hijos, herederos y sucesores, y cien mil reales de vellon de pension anual sobre las Cajas Reales de esta capital, ínterin se me asignan tierras en estos países que produzcan igual renta.

Y siendo esta la recompensa mas lisonjera que yo podia esperar de un Gobierno justo y paternal, no puede mi gratitud dejar de comunicarlo á V. S., con la advertencia de que por decreto de este día he tomado el título de Conde de Buenos Aires, en tanto S. M. no se digne resolver otra cosa.

Dios guarde á usted muchos años.—Buenos Aires 15 de mayo de 1809.

Santiago Liniers. Señor...
Circular del Virrey, avisando el título que se le ha concedido, y el que él ha tomado.

Sin embargo, su denominación duró muy poco tiempo, ya que el Condado de Buenos Aires fue reemplazado por el Condado de la Lealtad. Ello se debió, en parte, a la protesta que efectuó el propio cabildo de Buenos Aires.

### La revolución y el fusilamiento de Liniers
Pero los sucesos en la península ibérica modificaron la situación. Estando prisionero el rey Fernando VII, las sospechas sobre Liniers aumentaron, por lo que el gobierno de España, representado por la Junta Suprema Central nombró en reemplazo de Liniers a Baltasar Hidalgo de Cisneros. Cuando este llegó al Río de la Plata, en julio de 1809, algunos exaltados porteños pidieron a Liniers que se resistiera a entregar el mando, a lo que este se negó.

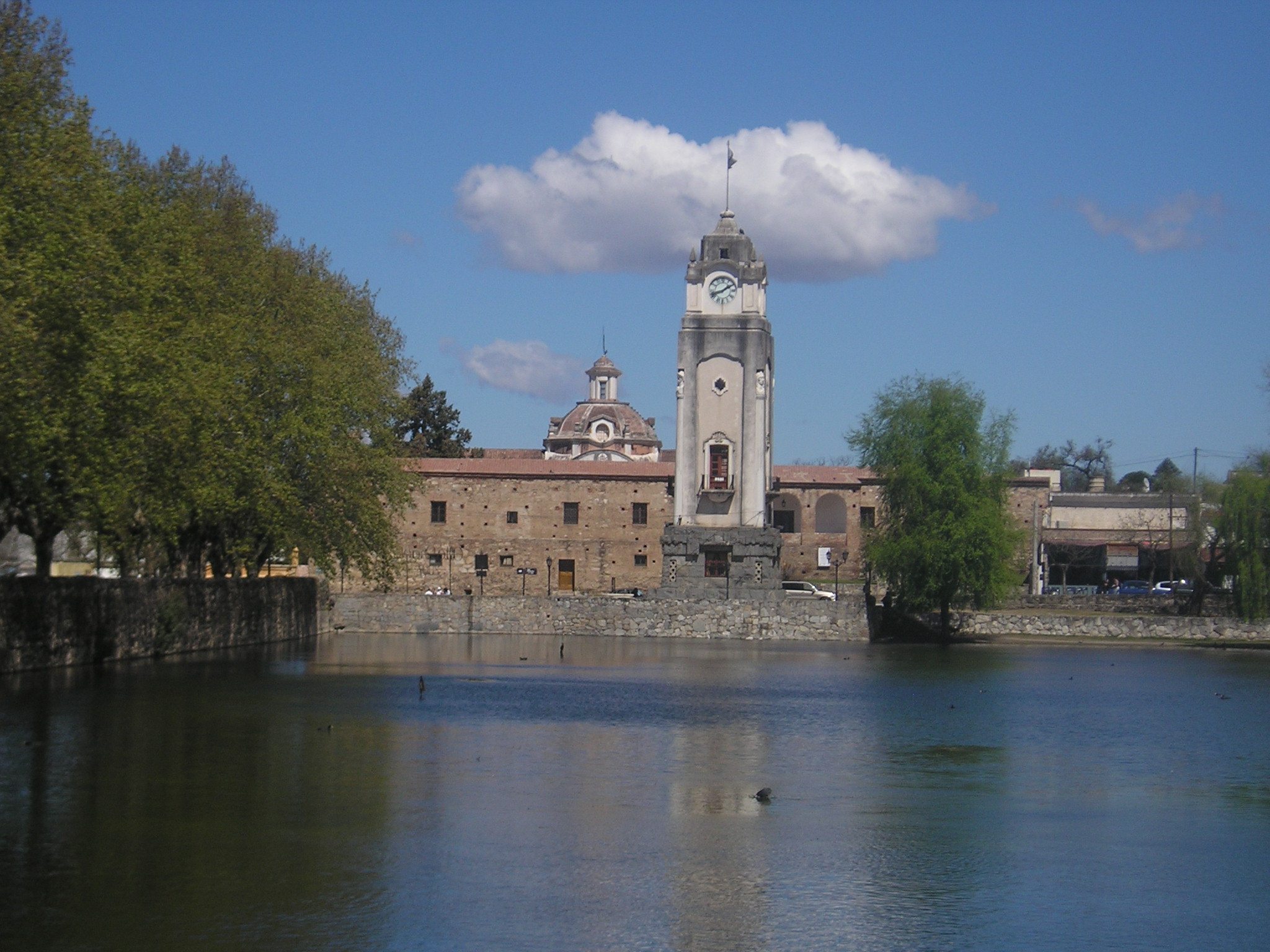
Estancia de Liniers en Alta Gracia y el tajamar (antigua estancia jesuita y actual museo nacional).

El virrey Cisneros ordenó, el 14 de agosto de 1809, su traslado a Mendoza hasta tanto pudiera realizar el viaje que planeaba a España. Pero Liniers compró y se instaló en una antigua estancia de los jesuitas en Alta Gracia, Intendencia de Córdoba del Tucumán. El 29 de marzo de 1810 "se supo" que el virrey había recibido orden de España para que Liniers se trasladara a la península a "rendir cuenta de sus manejos políticos durante su gobierno".
En 1810, cuando ya estaba preparado para regresar a España, llegó a Córdoba la noticia de la Revolución de Mayo.
Instigado por su amigo y gobernador de la Intendencia de Córdoba del Tucumán, Juan Gutiérrez de la Concha, Liniers se unió al grupo que pretendía oponerse a la Primera Junta surgida de la Revolución de Mayo. El 15 de mayo, en una reunión entre el gobernador, el obispo Rodrigo de Orellana y el coronel Santiago Allende, entre otros, le informó a Liniers de los hechos ocurridos en Buenos Aires, a lo cual este comentó:

... será necesario considerar como rebeldes a los causantes de tanta inquietud. Como militar estoy pronto a cumplir con mi deber. Y me ofrezco desde ya a organizar las fuerzas necesarias.

y agregó:

”... la conducta de los de Buenos Aires con la Madre Patria, en la que se halla debido el atroz usurpador Bonaparte, es igual a la de un hijo que viendo a su padre enfermo, pero de un mal del que probablemente se salvaría, lo asesina en la cama para heredarlo.”

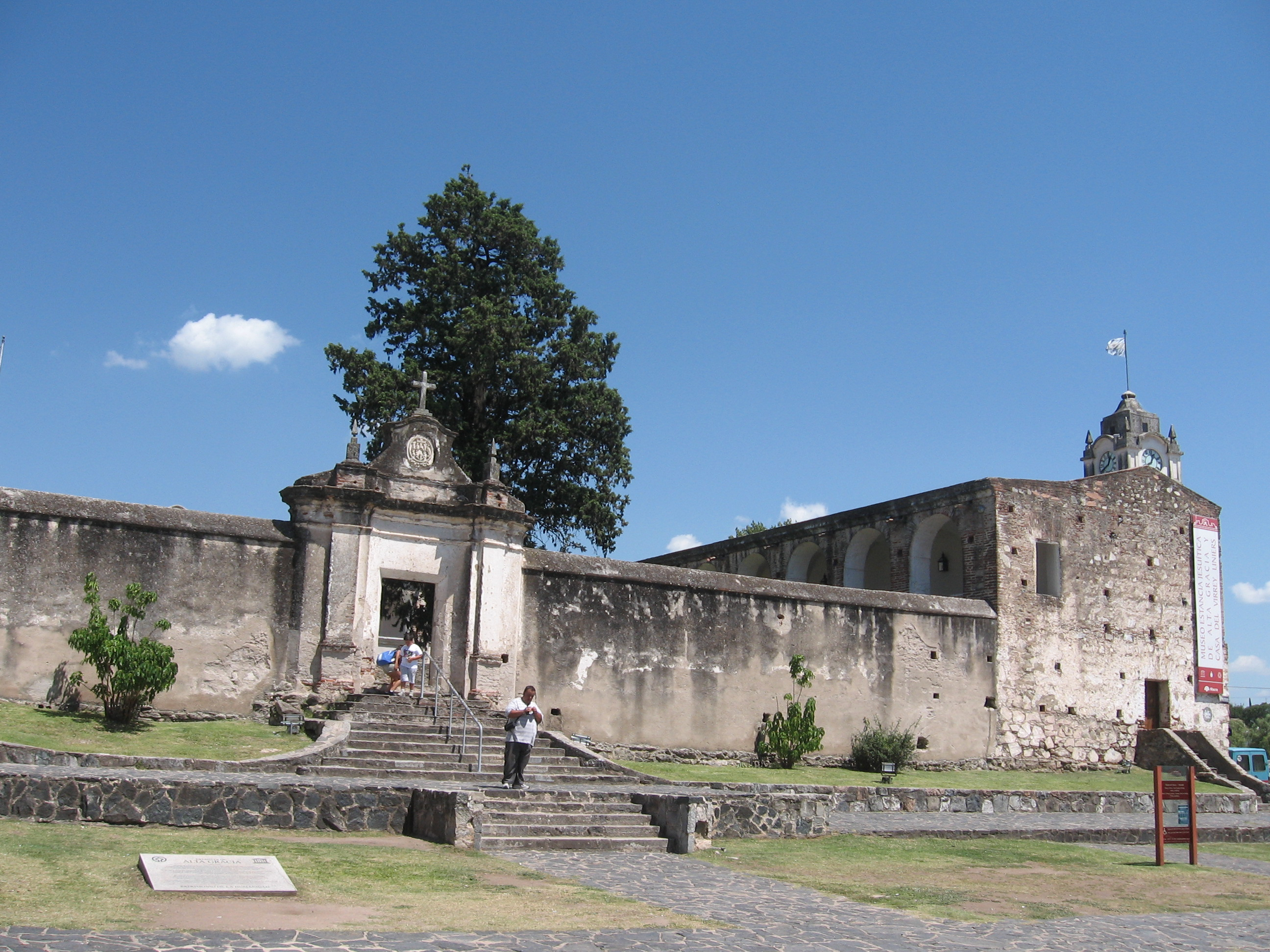
Entrada a la estancia de Liniers en Alta Gracia.

Mientras algunos de sus conocidos independentistas de Buenos Aires lo exhortaban a que se sumara al movimiento, el mismo Cisneros lo instó a oponerse a la Junta revolucionaria. Los preparativos de la contrarrevolución realista en Córdoba llegaron a verse muy avanzados, alcanzando a reunir 1500 hombres. Cuando el 21 de julio llegó a la jurisdicción de Córdoba la primera expedición auxiliadora al Alto Perú del revolucionario Francisco Ortiz de Ocampo, los jefes realistas iniciaron una retirada hacia el norte, lo que causó que la mayor parte de sus soldados desertaron, sumándose a los independentistas. Los líderes realistas continuaron su retirada hacia el norte pero fueron alcanzados por las avanzadas del ejército revolucionario comandadas por Antonio González Balcarce. Liniers fue capturado por el ayudante de campo José María Urien en la estancia de Piedritas, cerca de Chañar, el 6 de agosto. El día 7 fue capturado Orellana por el alférez Rojas, a ocho leguas de donde se halló a Liniers; ambos fueron maltratados por los soldados.
Ya el 28 de julio la Junta había decidido el fusilamiento de los realistas; solo Manuel Alberti, por ser sacerdote, se abstuvo de firmar la orden.

Los sagrados derechos del Rey y de la Patria han armado el brazo de la justicia y esta Junta ha fulminado sentencia contra los conspiradores de Córdoba, acusados por la notoriedad de sus delitos y condenados por el voto general de todos los buenos. La Junta manda, que sean arcabuceados don Santiago Liniers, don Juan Gutiérrez de la Concha, el obispo de Córdoba, don Victorino Rodríguez, el coronel Allende y el oficial Real don Joaquín Moreno. En el momento que todos o cada uno de ellos sean pillados, sean cueles fuesen las circunstancias se ejecutará esta resolución, sin dar lugar a minutos, que proporcionasen ruegos y relaciones capaces de comprometer el cumplimiento de esta Orden y el honor de Vuestra Señoría.

Sin embargo, Ocampo no cumplió con la orden de ejecución, ya que había sido compañero de armas de Liniers durante las invasiones inglesas. El Cabildo de Córdoba, ya en manos de los revolucionarios, decidió entonces enviar a los presos a Buenos Aires. Los miembros de la Junta se sorprendieron, ya que significaba regresarlo a la ciudad que lo tenía por un héroe, lo que podía suponer un gran peligro. Juan José Castelli salió a su encuentro con orden terminante de fusilarlos rápidamente:

Vaya usted —le dijo Mariano Moreno a Castelli— y espero que no incursione en la misma debilidad que nuestro general (Ocampo)... o iré yo mismo si fuese necesario..."

El 26 de agosto, en el Monte de los Papagayos, cercano a la posta de Cabeza de Tigre, cerca de la actual Los Surgentes en el sudeste de Córdoba, Liniers fue fusilado junto con los demás jefes leales al rey: Juan Gutiérrez de la Concha, brigadier de la Armada; Victorino Rodríguez, asesor; Santiago Allende, coronel de milicias, y Joaquín Moreno, oficial real. Solo salvó su vida el obispo Orellana, debido a su estado sacerdotal. El pelotón que arcabuceó a los realistas fue dirigido por el coronel Domingo French.
El 15 de diciembre del mismo año, en Potosí, Castelli ordenaría la ejecución, junto al coronel Vicente Nieto, del capitán de fragata José de Córdoba y Rojas y de Francisco de Paula Sanz, gobernador de Potosí.
A raíz de esta ejecución, Luis, el hijo de Liniers, repudió el título de conde de Buenos Aires que fue trocado —con anuencia de la monarquía española— por el de "conde de la Lealtad".
| Predecesor: Rafael de Sobremonte | Virrey del Río de la Plata 1807-1809 | Sucesor: Baltasar Hidalgo de Cisneros |

## Matrimonios y descendencia euro-americana
El 21 de febrero de 1783 se casó en Málaga con Juana Úrsula de Menvielle (m. 24 de marzo de 1790).
De ese matrimonio tuvo un único hijo: Luis de Liniers y Menvielle (Málaga, 1783 - San Fernando, 21 de febrero de 1816).

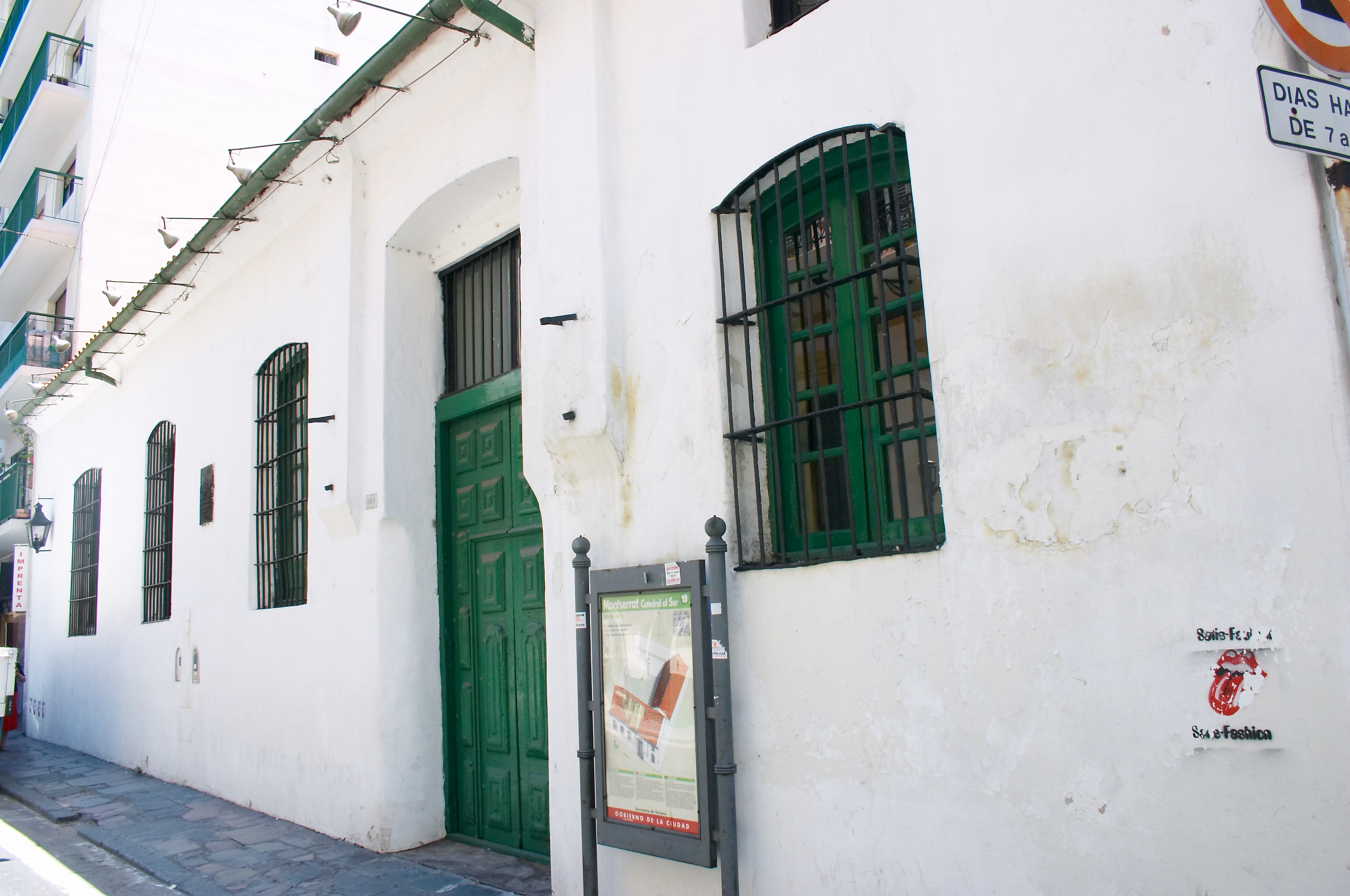
«Casona de Sarratea» en el entonces barrio Bajada de los Dominicos de Buenos Aires que pasó a llamarse «Casa de Santiago de Liniers», por haberla habitado entre 1805 y 1809, quien fuera el futuro virrey del Río de la Plata y conde de Buenos Aires.

Liniers contrajo segundas nupcias el 3 de agosto de 1791 en la ciudad de Buenos Aires con María Martina de Sarratea y Altolaguirre (Buenos Aires, 20 de febrero de 1772 - Delta del Paraná, 27 de abril de 1805). De su padre,  Martín Simón de Sarratea e Idígoras recibió en usufructo la casona paterna en el barrio de la Bajada de los Dominicos, construida en 1788.
De este segundo enlace tuvo ocho hijos: María del Carmen, José Atanasio, Santiago Tomás, Mariano Tomás, Juan de Dios, Martín Inocencio, Francisca Paula y María de los Dolores.

## Destino de su cuerpo

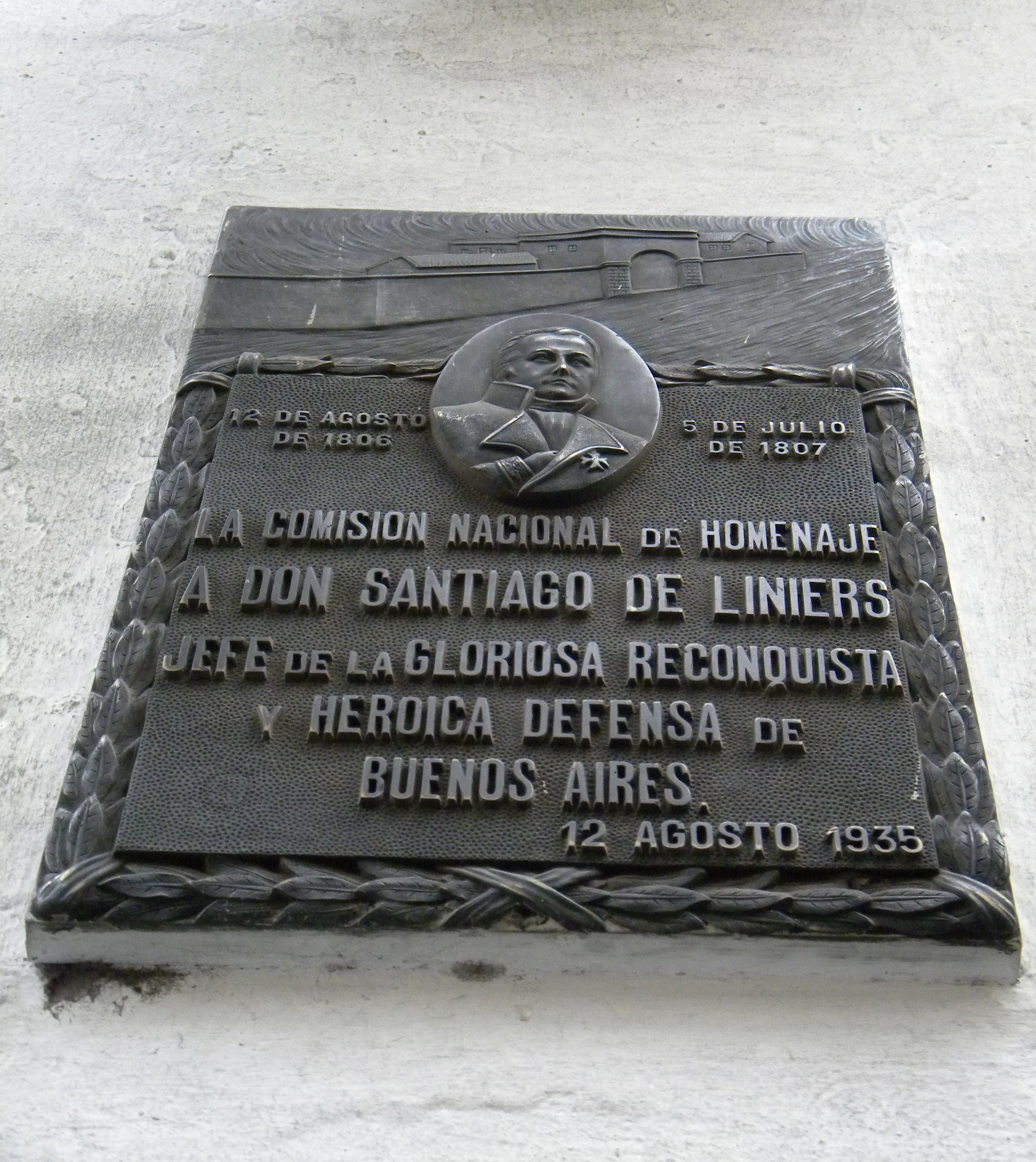
Plaqueta conmemorativa en la fachada de la casa de Liniers.

Después de haber hecho fusilar a Santiago de Liniers y a sus compañeros contrarrevolucionarios, Castelli ordenó enterrar los cadáveres en una zanja al costado de la cercana iglesia de Cruz Alta.
En 1861, el presidente de la Confederación Argentina, Santiago Derqui, quien era deudo de uno de los ajusticiados, designó una comisión para localizar los restos de los arcabuceados.
El comandante militar de Cruz Alta, Reyes Araya, manifestó que Pascual Almirón, su suegro de 72 años, había sido testigo de la inhumación de los restos por haber sido conductor de diligencias entre Cabeza de Tigre y Cruz Alta y que había ido en un potrillo rosillo al entierro de los maturrangos. Los cadáveres, que se encontraban semidesnudos y con los ojos picoteados por los caranchos, fueron conducidos unos sobre otros en una carretilla de cincha. Si bien no recordaba exactamente el lugar donde habían sido enterrados sino en forma aproximada, sí se acordaba que dado que la fosa no podía contener en sus superficie los cinco cadáveres y sí solo tres, dos de ellos se ubicaron traversalmente sin que conociera a ninguno de ellos.
Con estos precisos datos aportados por Almirón se iniciaron las excavaciones en rumbos diversos hasta que se hallaron los restos tal como había sido efectuado su relato. En la fosa había diez suelas entre botas y zapatos y dos botones, de los cuales —en uno de ellos— surgía en forma ostentosa una corona real en relieve. Las cenizas fueron puestas en una urna de caoba y conducidas a la iglesia Matriz de Rosario.
Luego las cenizas fueran remitidas a la ciudad de Paraná. El 17 de abril del mismo año llegaron confundidas en una urna y se les efectuaron las exequias. Los dos hijos menores de Liniers, que residían en España, agradecieron "tan insigne acto de justicia, de magnanimidad y sana política".
En junio de 1862, el cónsul español en Rosario expresó en una nota al encargado del Poder Ejecutivo de la Nación, el brigadier general Bartolomé Mitre, la satisfacción del rey por "el homenaje tributado al valor y a la lealtad de los que sellaron con su sangre los juramentos que habían prestado al trono y a la patria" y además pedía que "se pusiesen a disposición del consulado de Rosario los expresados restos mortales para trasladarlos a la Península".
El gobierno argentino accedió a la solicitud en el mes de julio. La hija mayor de Liniers se quejó a Mitre y exigió que los restos permanecieran en el país y fueran inhumados en la bóveda que la familia tenía en el cementerio de la Recoleta. Pero no logró convencerlo y tanto los restos de Liniers como de Gutiérrez de la Concha fueron llevados a España, donde se los recibió con honores militares y fueron sepultados en San Fernando (Cádiz), en el Panteón de Marinos Ilustres. En Italia se construyó el mausoleo que llegó a Cádiz en abril de 1864, culminándose las obras de adecuación del Panteón en 1867.
La República Argentina donó una placa de bronce, ubicada en el mausoleo, que contiene la frase final del libro Santiago de Liniers, Conde Buenos Aires, de Paul Groussac:

Los últimos héroes de la Patria vieja fueron las primeras víctimas de la Patria nueva. Homenaje de la Marina de Guerra Argentina. Agosto de 1960.

## Liniers en la ficción

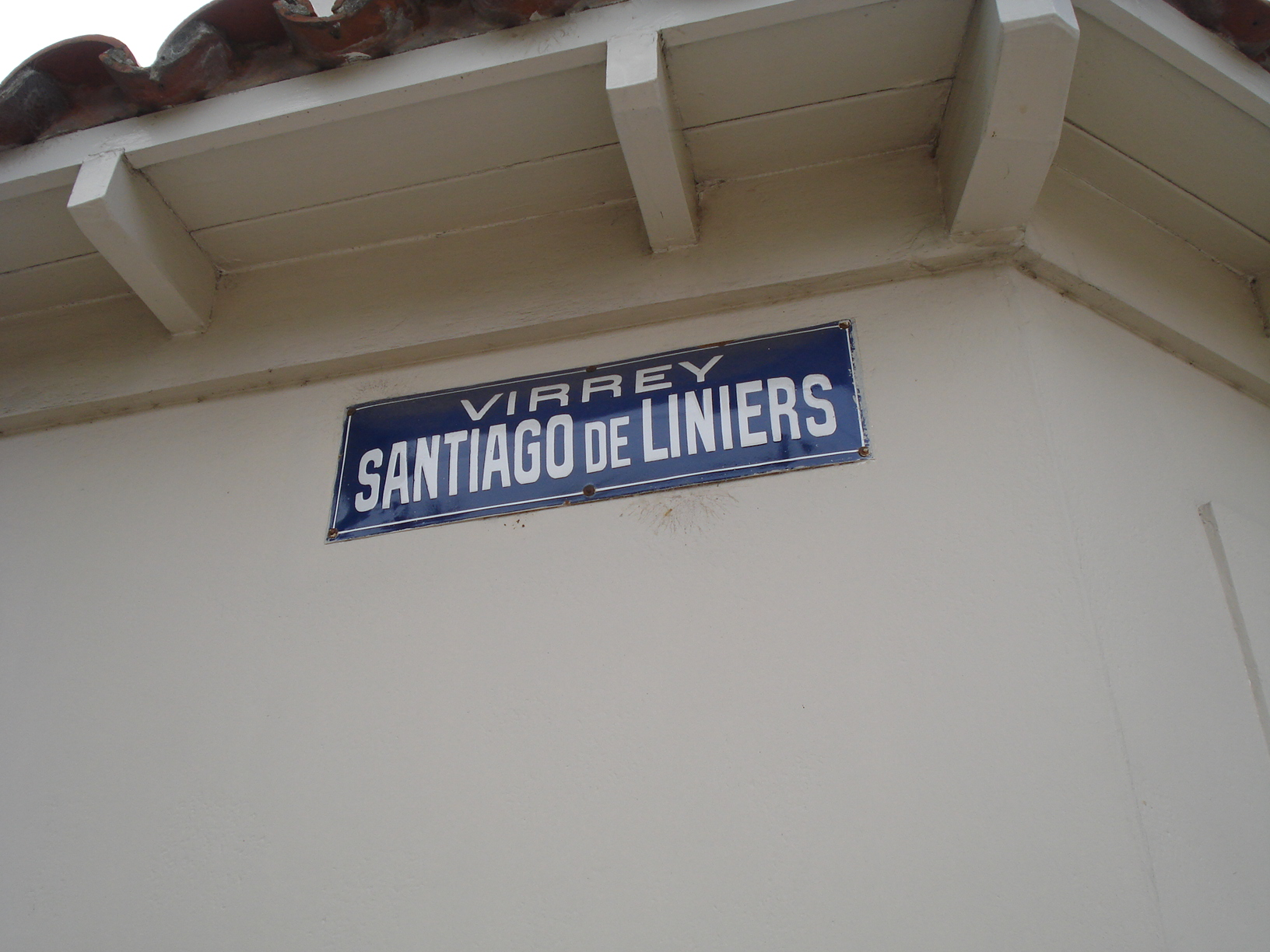
Calle Virrey Santiago de Liniers en la localidad bonaerense de Florida, en el partido de Vicente López.

La vida de Liniers fue representada en forma novelada en el libro El último virrey, escrito por Horacio Salduna, en 1987. El nombre del libro se debe a que, si bien Liniers no fue en los hechos el último virrey en los dominios españoles de América, sí fue el último nombrado por un rey español y no por una de las Juntas surgidas en España tras la invasión napoleónica.
La película argentina Cabeza de Tigre, 2001 trata de la última etapa de la vida de Liniers.

## Homenajes en su memoria
En honor de Santiago de Liniers, llevan su nombre un barrio de la ciudad de Buenos Aires y una localidad de la provincia de Misiones.
En la nomenclatura de 1808 de las calles de Buenos Aires en la que se designaron con los nombres de los héroes de las jornadas de las invasiones inglesas, las hoy calles Reconquista y Defensa fueron nombradas Liniers, denominación que perduró hasta 1822. En la actualidad lleva su nombre una calle que recorre los barrios de Almagro y Boedo. También hay calles dedicadas a Liniers en otras localidades, como por ejemplo en Tigre, la avenida que bordea el río Reconquista (antes Las Conchas) donde Liniers desembarcó en 1806. En dicha avenida Liniers, esquina Padre Castañeda (Tigre) se encuentra el Museo de La Reconquista, que en el momento del desembarco era almacén y pensión de marineros de Martín José de Goyechea. Frente a esta casa desembarcó Liniers en 1806, reagrupó sus tropas aumentadas por voluntarios del pueblo de Las Conchas (hoy Tigre), descansó y luego partió hacia Buenos Aires.
En la ciudad de Alta Gracia, provincia de Córdoba, lleva su nombre la escuela "Santiago de Liniers" creada en 1937; está ubicada en la Avenida de Mayo y Esmeralda, del barrio Liniers.
En Montevideo existe la calle Santiago de Liniers, de breve trayecto, entre la Plaza Independencia y la calle Ciudadela. Rodea por el Oeste a la Torre Ejecutiva, sede de la Presidencia de Uruguay.
En Bahía Blanca, provincia de Buenos Aires una calle lleva su nombre, circulando en su recorrido por el pintoresco barrio de Villa Mitre

## Ancestros
| \| \| \| \| \| \| \| \| \| \| \| \| \| \| \| \| \| \| \| \| 16. Jean de Liniers \| \| \| \| \| \| \| \| \| \| \| \| \| \| \| \| \| \| \| \| \| \| \| \| \| \| \| \| \| \| \| \| \| \| \| \| \| \| \| \| \| \| \| \| \| \| \| \| \| \| \| \| \| \| 8. Charles de Liniers \| \| \| \| \| \| \| \| \| \| \| \| \| \| \| \| \| \| \| \| \| \| \| \| \| \| \| \| \| \| \| \| \| \| \| \| \| \| \| \| \| \| \| \| \| \| \| \| \| \| \| \| \| \| 17. Suzanne Blavou \| \| \| \| \| \| \| \| \| \| \| \| \| \| \| \| \| \| \| \| \| \| \| \| \| \| \| \| \| \| \| \| \| \| \| \| \| \| \| \| \| \| \| \| \| \| \| \| \| \| \| \| \| \| 4. Abuelo paterno:Joseph de Liniers, señor de Saint-Pompain \| \| \| \| \| \| \| \| \| \| \| \| \| \| \| \| \| \| \| \| \| \| \| \| \| \| \| \| \| \| \| \| \| \| \| \| \| \| \| \| \| \| \| \| \| \| \| \| \| \| \| \| \| \| 18. François de Mornay \| \| \| \| \| \| \| \| \| \| \| \| \| \| \| \| \| \| \| \| \| \| \| \| \| \| \| \| \| \| \| \| \| \| \| \| \| \| \| \| \| \| \| \| \| \| \| \| \| \| \| \| \| \| 9. Marie Madeleine de Mornay \| \| \| \| \| \| \| \| \| \| \| \| \| \| \| \| \| \| \| \| \| \| \| \| \| \| \| \| \| \| \| \| \| \| \| \| \| \| \| \| \| \| \| \| \| \| \| \| \| \| \| \| \| \| 19. Marie de La Berquerie \| \| \| \| \| \| \| \| \| \| \| \| \| \| \| \| \| \| \| \| \| \| \| \| \| \| \| \| \| \| \| \| \| \| \| \| \| \| \| \| \| \| \| \| \| \| \| \| \| \| \| \| \| \| 2. Padre: Jacques Joseph de Liniers, conde de Liniers \| \| \| \| \| \| \| \| \| \| \| \| \| \| \| \| \| \| \| \| \| \| \| \| \| \| \| \| \| \| \| \| \| \| \| \| \| \| \| \| \| \| \| \| \| \| \| \| \| \| \| \| \| \| 20. Jérome Avice, señor de La Motte \| \| \| \| \| \| \| \| \| \| \| \| \| \| \| \| \| \| \| \| \| \| \| \| \| \| \| \| \| \| \| \| \| \| \| \| \| \| \| \| \| \| \| \| \| \| \| \| \| \| \| \| \| \| 10. Nicolas Avice \| \| \| \| \| \| \| \| \| \| \| \| \| \| \| \| \| \| \| \| \| \| \| \| \| \| \| \| \| \| \| \| \| \| \| \| \| \| \| \| \| \| \| \| \| \| \| \| \| \| \| \| \| \| 21. Suzanne de Cougnac \| \| \| \| \| \| \| \| \| \| \| \| \| \| \| \| \| \| \| \| \| \| \| \| \| \| \| \| \| \| \| \| \| \| \| \| \| \| \| \| \| \| \| \| \| \| \| \| \| \| \| \| \| \| 5. Abuela paterna: Marie Avice \| \| \| \| \| \| \| \| \| \| \| \| \| \| \| \| \| \| \| \| \| \| \| \| \| \| \| \| \| \| \| \| \| \| \| \| \| \| \| \| \| \| \| \| \| \| \| \| \| \| \| \| \| \| 22. Alexis Marsault de Parsay \| \| \| \| \| \| \| \| \| \| \| \| \| \| \| \| \| \| \| \| \| \| \| \| \| \| \| \| \| \| \| \| \| \| \| \| \| \| \| \| \| \| \| \| \| \| \| \| \| \| \| \| \| \| 11. Louise Marsault de Parsay \| \| \| \| \| \| \| \| \| \| \| \| \| \| \| \| \| \| \| \| \| \| \| \| \| \| \| \| \| \| \| \| \| \| \| \| \| \| \| \| \| \| \| \| \| \| \| \| \| \| \| \| \| \| 23. Marie Granier \| \| \| \| \| \| \| \| \| \| \| \| \| \| \| \| \| \| \| \| \| \| \| \| \| \| \| \| \| \| \| \| \| \| \| \| \| \| \| \| \| \| \| \| \| \| \| \| \| \| \| \| \| \| 1. Santiago de Liniers \| \| \| \| \| \| \| \| \| \| \| \| \| \| \| \| \| \| \| \| \| \| \| \| \| \| \| \| \| \| \| \| \| \| \| \| \| \| \| \| \| \| \| \| \| \| \| \| \| \| \| \| \| \| 24. François de Brémond, señor de Cère \| \| \| \| \| \| \| \| \| \| \| \| \| \| \| \| \| \| \| \| \| \| \| \| \| \| \| \| \| \| \| \| \| \| \| \| \| \| \| \| \| \| \| \| \| \| \| \| \| \| \| \| \| \| 12. Jacques de Brémond, señor de Vernoux \| \| \| \| \| \| \| \| \| \| \| \| \| \| \| \| \| \| \| \| \| \| \| \| \| \| \| \| \| \| \| \| \| \| \| \| \| \| \| \| \| \| \| \| \| \| \| \| \| \| \| \| \| \| 25. Jacquette de La Gourgue \| \| \| \| \| \| \| \| \| \| \| \| \| \| \| \| \| \| \| \| \| \| \| \| \| \| \| \| \| \| \| \| \| \| \| \| \| \| \| \| \| \| \| \| \| \| \| \| \| \| \| \| \| \| 6. Abuelo materno: Jacques de Brémond, señor de Lusseray \| \| \| \| \| \| \| \| \| \| \| \| \| \| \| \| \| \| \| \| \| \| \| \| \| \| \| \| \| \| \| \| \| \| \| \| \| \| \| \| \| \| \| \| \| \| \| \| \| \| \| \| \| \| 26. Henri de Hautefoye \| \| \| \| \| \| \| \| \| \| \| \| \| \| \| \| \| \| \| \| \| \| \| \| \| \| \| \| \| \| \| \| \| \| \| \| \| \| \| \| \| \| \| \| \| \| \| \| \| \| \| \| \| \| 13. Marie-Heneriette de Hautefoye \| \| \| \| \| \| \| \| \| \| \| \| \| \| \| \| \| \| \| \| \| \| \| \| \| \| \| \| \| \| \| \| \| \| \| \| \| \| \| \| \| \| \| \| \| \| \| \| \| \| \| \| \| \| 27. Marie Louveau \| \| \| \| \| \| \| \| \| \| \| \| \| \| \| \| \| \| \| \| \| \| \| \| \| \| \| \| \| \| \| \| \| \| \| \| \| \| \| \| \| \| \| \| \| \| \| \| \| \| \| \| \| \| 3. Madre: Henriette Thérèse de Brémond \| \| \| \| \| \| \| \| \| \| \| \| \| \| \| \| \| \| \| \| \| \| \| \| \| \| \| \| \| \| \| \| \| \| \| \| \| \| \| \| \| \| \| \| \| \| \| \| \| \| \| \| \| \| 28. René I Aymer \| \| \| \| \| \| \| \| \| \| \| \| \| \| \| \| \| \| \| \| \| \| \| \| \| \| \| \| \| \| \| \| \| \| \| \| \| \| \| \| \| \| \| \| \| \| \| \| \| \| \| \| \| \| 14. René II Aymer \| \| \| \| \| \| \| \| \| \| \| \| \| \| \| \| \| \| \| \| \| \| \| \| \| \| \| \| \| \| \| \| \| \| \| \| \| \| \| \| \| \| \| \| \| \| \| \| \| \| \| \| \| \| 29. Julie de Angliers \| \| \| \| \| \| \| \| \| \| \| \| \| \| \| \| \| \| \| \| \| \| \| \| \| \| \| \| \| \| \| \| \| \| \| \| \| \| \| \| \| \| \| \| \| \| \| \| \| \| \| \| \| \| 7. Abuela materna: Suzanne Marguerite Aymer \| \| \| \| \| \| \| \| \| \| \| \| \| \| \| \| \| \| \| \| \| \| \| \| \| \| \| \| \| \| \| \| \| \| \| \| \| \| \| \| \| \| \| \| \| \| \| \| \| \| \| \| \| \| 30. Daniel de Saint-Quintin, conde de Blet \| \| \| \| \| \| \| \| \| \| \| \| \| \| \| \| \| \| \| \| \| \| \| \| \| \| \| \| \| \| \| \| \| \| \| \| \| \| \| \| \| \| \| \| \| \| \| \| \| \| \| \| \| \| 15. Marguerite de Saint-Quintin \| \| \| \| \| \| \| \| \| \| \| \| \| \| \| \| \| \| \| \| \| \| \| \| \| \| \| \| \| \| \| \| \| \| \| \| \| \| \| \| \| \| \| \| \| \| \| \| \| \| \| \| \| \| 31. Marguerite Payen \| \| \| \| \| \| \| \| \| \| \| \| \| \| \| \| \| \| \| \| \| \| \| \| \| \| \| \| \| \| \| \| \| \| \| \| \| \| \| \| \| \| \| \| \| \| \| \| \| \| \| \| |                                                             |  |  |  |  |  |  |  |  |  |  |  |  |  |  |  |
| |                                                             |  |  |  |  |  |  |  |  |  |  |  |  |  |  |  |
| | 16. Jean de Liniers                                         |  |  |  |  |  |  |  |  |  |  |  |  |  |  |  |
| |                                                             |  |  |  |  |  |  |  |  |  |  |  |  |  |  |  |
| |                                                             |  |  |  |  |  |  |  |  |  |  |  |  |  |  |  |
| | 8. Charles de Liniers                                       |  |  |  |  |  |  |  |  |  |  |  |  |  |  |  |
| |                                                             |  |  |  |  |  |  |  |  |  |  |  |  |  |  |  |
| |                                                             |  |  |  |  |  |  |  |  |  |  |  |  |  |  |  |
| | 17. Suzanne Blavou                                          |  |  |  |  |  |  |  |  |  |  |  |  |  |  |  |
| |                                                             |  |  |  |  |  |  |  |  |  |  |  |  |  |  |  |
| |                                                             |  |  |  |  |  |  |  |  |  |  |  |  |  |  |  |
| | 4. Abuelo paterno:Joseph de Liniers, señor de Saint-Pompain |  |  |  |  |  |  |  |  |  |  |  |  |  |  |  |
| |                                                             |  |  |  |  |  |  |  |  |  |  |  |  |  |  |  |
| |                                                             |  |  |  |  |  |  |  |  |  |  |  |  |  |  |  |
| | 18. François de Mornay                                      |  |  |  |  |  |  |  |  |  |  |  |  |  |  |  |
| |                                                             |  |  |  |  |  |  |  |  |  |  |  |  |  |  |  |
| |                                                             |  |  |  |  |  |  |  |  |  |  |  |  |  |  |  |
| | 9. Marie Madeleine de Mornay                                |  |  |  |  |  |  |  |  |  |  |  |  |  |  |  |
| |                                                             |  |  |  |  |  |  |  |  |  |  |  |  |  |  |  |
| |                                                             |  |  |  |  |  |  |  |  |  |  |  |  |  |  |  |
| | 19. Marie de La Berquerie                                   |  |  |  |  |  |  |  |  |  |  |  |  |  |  |  |
| |                                                             |  |  |  |  |  |  |  |  |  |  |  |  |  |  |  |
| |                                                             |  |  |  |  |  |  |  |  |  |  |  |  |  |  |  |
| | 2. Padre: Jacques Joseph de Liniers, conde de Liniers       |  |  |  |  |  |  |  |  |  |  |  |  |  |  |  |
| |                                                             |  |  |  |  |  |  |  |  |  |  |  |  |  |  |  |
| |                                                             |  |  |  |  |  |  |  |  |  |  |  |  |  |  |  |
| | 20. Jérome Avice, señor de La Motte                         |  |  |  |  |  |  |  |  |  |  |  |  |  |  |  |
| |                                                             |  |  |  |  |  |  |  |  |  |  |  |  |  |  |  |
| |                                                             |  |  |  |  |  |  |  |  |  |  |  |  |  |  |  |
| | 10. Nicolas Avice                                           |  |  |  |  |  |  |  |  |  |  |  |  |  |  |  |
| |                                                             |  |  |  |  |  |  |  |  |  |  |  |  |  |  |  |
| |                                                             |  |  |  |  |  |  |  |  |  |  |  |  |  |  |  |
| | 21. Suzanne de Cougnac                                      |  |  |  |  |  |  |  |  |  |  |  |  |  |  |  |
| |                                                             |  |  |  |  |  |  |  |  |  |  |  |  |  |  |  |
| |                                                             |  |  |  |  |  |  |  |  |  |  |  |  |  |  |  |
| | 5. Abuela paterna: Marie Avice                              |  |  |  |  |  |  |  |  |  |  |  |  |  |  |  |
| |                                                             |  |  |  |  |  |  |  |  |  |  |  |  |  |  |  |
| |                                                             |  |  |  |  |  |  |  |  |  |  |  |  |  |  |  |
| | 22. Alexis Marsault de Parsay                               |  |  |  |  |  |  |  |  |  |  |  |  |  |  |  |
| |                                                             |  |  |  |  |  |  |  |  |  |  |  |  |  |  |  |
| |                                                             |  |  |  |  |  |  |  |  |  |  |  |  |  |  |  |
| | 11. Louise Marsault de Parsay                               |  |  |  |  |  |  |  |  |  |  |  |  |  |  |  |
| |                                                             |  |  |  |  |  |  |  |  |  |  |  |  |  |  |  |
| |                                                             |  |  |  |  |  |  |  |  |  |  |  |  |  |  |  |
| | 23. Marie Granier                                           |  |  |  |  |  |  |  |  |  |  |  |  |  |  |  |
| |                                                             |  |  |  |  |  |  |  |  |  |  |  |  |  |  |  |
| |                                                             |  |  |  |  |  |  |  |  |  |  |  |  |  |  |  |
| | 1. Santiago de Liniers                                      |  |  |  |  |  |  |  |  |  |  |  |  |  |  |  |
| |                                                             |  |  |  |  |  |  |  |  |  |  |  |  |  |  |  |
| |                                                             |  |  |  |  |  |  |  |  |  |  |  |  |  |  |  |
| | 24. François de Brémond, señor de Cère                      |  |  |  |  |  |  |  |  |  |  |  |  |  |  |  |
| |                                                             |  |  |  |  |  |  |  |  |  |  |  |  |  |  |  |
| |                                                             |  |  |  |  |  |  |  |  |  |  |  |  |  |  |  |
| | 12. Jacques de Brémond, señor de Vernoux                    |  |  |  |  |  |  |  |  |  |  |  |  |  |  |  |
| |                                                             |  |  |  |  |  |  |  |  |  |  |  |  |  |  |  |
| |                                                             |  |  |  |  |  |  |  |  |  |  |  |  |  |  |  |
| | 25. Jacquette de La Gourgue                                 |  |  |  |  |  |  |  |  |  |  |  |  |  |  |  |
| |                                                             |  |  |  |  |  |  |  |  |  |  |  |  |  |  |  |
| |                                                             |  |  |  |  |  |  |  |  |  |  |  |  |  |  |  |
| | 6. Abuelo materno: Jacques de Brémond, señor de Lusseray    |  |  |  |  |  |  |  |  |  |  |  |  |  |  |  |
| |                                                             |  |  |  |  |  |  |  |  |  |  |  |  |  |  |  |
| |                                                             |  |  |  |  |  |  |  |  |  |  |  |  |  |  |  |
| | 26. Henri de Hautefoye                                      |  |  |  |  |  |  |  |  |  |  |  |  |  |  |  |
| |                                                             |  |  |  |  |  |  |  |  |  |  |  |  |  |  |  |
| |                                                             |  |  |  |  |  |  |  |  |  |  |  |  |  |  |  |
| | 13. Marie-Heneriette de Hautefoye                           |  |  |  |  |  |  |  |  |  |  |  |  |  |  |  |
| |                                                             |  |  |  |  |  |  |  |  |  |  |  |  |  |  |  |
| |                                                             |  |  |  |  |  |  |  |  |  |  |  |  |  |  |  |
| | 27. Marie Louveau                                           |  |  |  |  |  |  |  |  |  |  |  |  |  |  |  |
| |                                                             |  |  |  |  |  |  |  |  |  |  |  |  |  |  |  |
| |                                                             |  |  |  |  |  |  |  |  |  |  |  |  |  |  |  |
| | 3. Madre: Henriette Thérèse de Brémond                      |  |  |  |  |  |  |  |  |  |  |  |  |  |  |  |
| |                                                             |  |  |  |  |  |  |  |  |  |  |  |  |  |  |  |
| |                                                             |  |  |  |  |  |  |  |  |  |  |  |  |  |  |  |
| | 28. René I Aymer                                            |  |  |  |  |  |  |  |  |  |  |  |  |  |  |  |
| |                                                             |  |  |  |  |  |  |  |  |  |  |  |  |  |  |  |
| |                                                             |  |  |  |  |  |  |  |  |  |  |  |  |  |  |  |
| | 14. René II Aymer                                           |  |  |  |  |  |  |  |  |  |  |  |  |  |  |  |
| |                                                             |  |  |  |  |  |  |  |  |  |  |  |  |  |  |  |
| |                                                             |  |  |  |  |  |  |  |  |  |  |  |  |  |  |  |
| | 29. Julie de Angliers                                       |  |  |  |  |  |  |  |  |  |  |  |  |  |  |  |
| |                                                             |  |  |  |  |  |  |  |  |  |  |  |  |  |  |  |
| |                                                             |  |  |  |  |  |  |  |  |  |  |  |  |  |  |  |
| | 7. Abuela materna: Suzanne Marguerite Aymer                 |  |  |  |  |  |  |  |  |  |  |  |  |  |  |  |
| |                                                             |  |  |  |  |  |  |  |  |  |  |  |  |  |  |  |
| |                                                             |  |  |  |  |  |  |  |  |  |  |  |  |  |  |  |
| | 30. Daniel de Saint-Quintin, conde de Blet                  |  |  |  |  |  |  |  |  |  |  |  |  |  |  |  |
| |                                                             |  |  |  |  |  |  |  |  |  |  |  |  |  |  |  |
| |                                                             |  |  |  |  |  |  |  |  |  |  |  |  |  |  |  |
| | 15. Marguerite de Saint-Quintin                             |  |  |  |  |  |  |  |  |  |  |  |  |  |  |  |
| |                                                             |  |  |  |  |  |  |  |  |  |  |  |  |  |  |  |
| |                                                             |  |  |  |  |  |  |  |  |  |  |  |  |  |  |  |
| | 31. Marguerite Payen                                        |  |  |  |  |  |  |  |  |  |  |  |  |  |  |  |
| |                                                             |  |  |  |  |  |  |  |  |  |  |  |  |  |  |  |
| |                                                             |  |  |  |  |  |  |  |  |  |  |  |  |  |  |  |